# Bedford QLR
Bedford QLR byl britský spojovací a velitelský vůz. Byl odvozen z typu Bedford QL víceúčelového nákladního automobilu, který byl používaný za druhé světové války.
V letech 1941 – 1945 bylo vyrobeno kolem 52 250 kusů těchto aut.

## Modifikace
- QLD nejběžnější víceúčelová verze
- QLB tahač protiletadlového děla Bofors 40 mm
- QLR velitelský a spojovací vůz